# San Polo dei Cavalieri
San Polo dei Cavalieri är en ort och kommun i storstadsregionen Rom, innan 2015 provinsen Rom, i regionen Lazio i Italien. Kommunen hade 2 839 invånare (2018).